# Spoorlijn 28A
Spoorlijn 28A was een korte Belgische spoorlijn die spoorlijn 28 met station Brussel-Thurn en Taxis verbond. De lijn was 1,4 km lang en had oorspronkelijk het lijnnummer 91D. 
De lijn werd opgebroken in 2001. Een park en wandelpad werd gebouw op het voormalige spoorwegbedding tussen 2015 en 2020.

## Aansluitingen

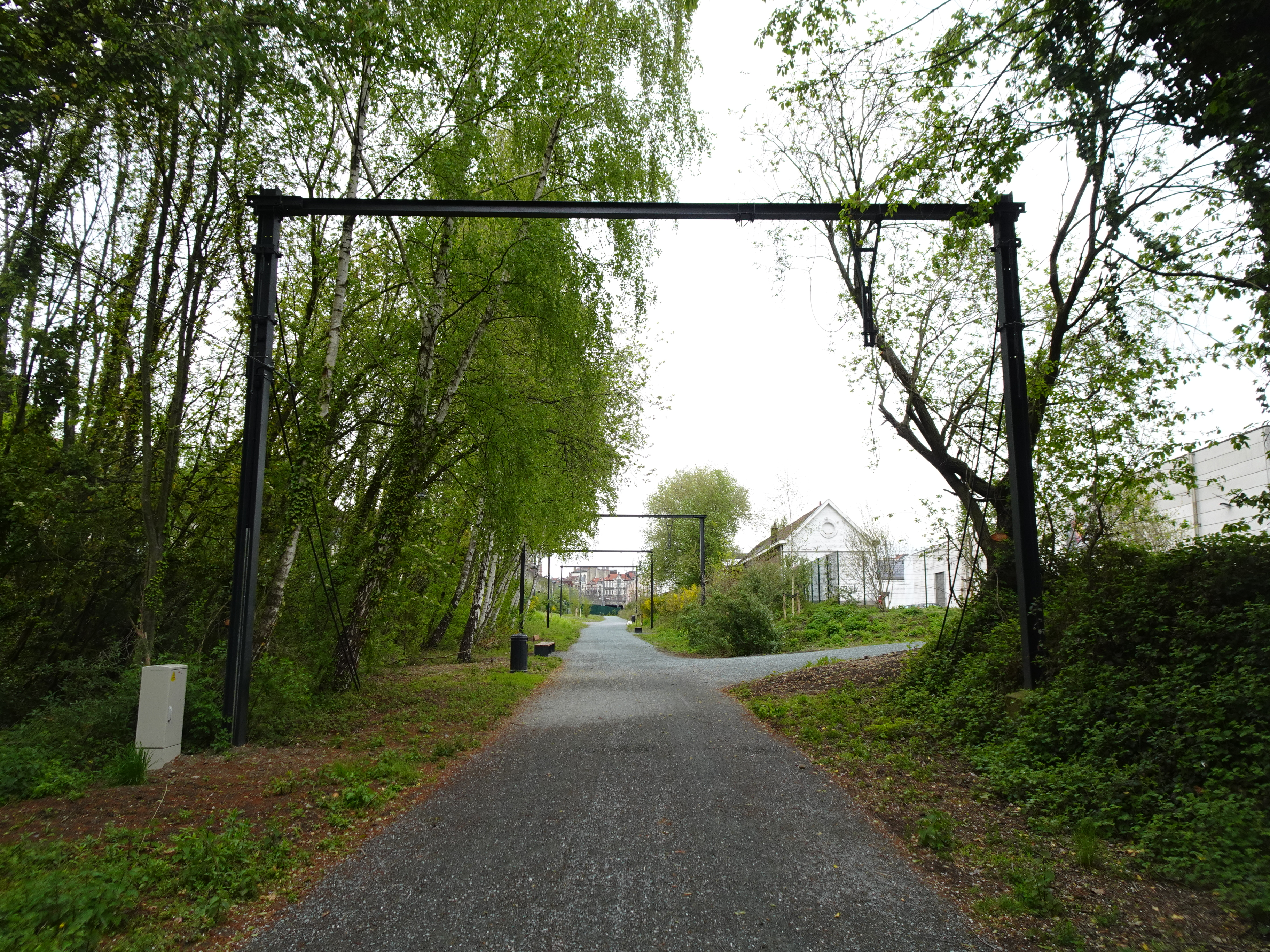
Wandelpad met oude bovenleidingportalen.

In de volgende plaats was er een aansluiting op de volgende spoorlijn:
Y Pannenhuis
Spoorlijn 28 tussen Schaarbeek en Brussel-Zuid